# Ionuț Zaina
Ionuț Bogdan Zaina (sinh ngày 25 tháng 1 năm 1994) là một cầu thủ bóng đá người România thi đấu cho Șirineasa ở vị trí tiền vệ.